# Guards Division
La Guards Division est une division d'infanterie de l'armée britannique active lors des deux guerres mondiales. L'insigne de la division est l'œil omniscient.
Entre 1915 et 1919, pour la Première Guerre mondiale, elle combat sur le front de l'Ouest. Elle est active entre 1945 et 1946 pour la Seconde Guerre mondiale.

## Création
- août 1915 : création de la Guards Division dans les environs de Lumbres
- 29 avril 1919 : dissolution de la division

## Chefs de corps
- 15 - 18 août 1915 : brigadier-général F.J. Heyworth
- 18 août 1915 - 3 janvier 1916 : major-général Lambart
- 3 janvier 1916 - 11 septembre 1918 : major-général Feilding (en)
- 11 septembre 1918 - 29 avril 1919 : major-général Matheson (en)

## Première Guerre mondiale

### Composition

#### 1915
- 1re brigade de la Garde (en)

2e bataillon des Grenadier Guards
2e bataillon des Coldstream Guards
3e bataillon des Coldstream Guards
1er bataillon des Irish Guards
compagnie de mitrailleuses de la 1re brigade de la Garde
- 2e brigade de la Garde (en)

3e bataillon des Grenadier Guards
1er bataillon des Coldstream Guards
1er bataillon des Scots Guards
2e bataillon des Irish Guards
compagnie de mitrailleuses de la 2e brigade de la Garde
- 3e brigade de la Garde (en)

1er bataillon des Grenadier Guards
4e bataillon des Grenadier Guards
2e bataillon des Scots Guards
1er bataillon des Welsh Guards
compagnie de mitrailleuses de la 3e brigade de la Garde
- artillerie :

4 batteries (A, B, C, D) de 4 canons 18-pdr de la 74e brigade d'artillerie
4 batteries (A, B, C, D) de 4 canons 18-pdr de la 75e brigade d'artillerie
4 batteries (A, B, C, D) de 4 canons 18-pdr de la 76e brigade d'artillerie
4 batteries (A, B, C, D) de 4 obusiers de QF 4.5-inch (en)

### Historique

#### 1915
- 15 août - 23 septembre : concentration de la division dans la région de Lumbres, repos et instruction.
- 23 - 25 septembre : mouvement vers le front, au sud de Aire-sur-la-Lys[1].
- 25 - 30 septembre : engagée dans la bataille de Loos, occupation d'un secteur du front le long de la route reliant Lens à La Bassée, au nord ouest et nord est de Loos.

27 - 28 septembre : attaques de la division en direction de la colline 70 et du puits no 14 bis, objectifs en partie occupés avec de fortes pertes.
- 30 septembre - 3 octobre : relève par les 12e et 47e divisions d'infanterie, repos dans la région de Mazingarbe et de Verquigneul[2].
- 4 - 10 octobre : mouvement vers le front, relève de la 2e division d'infanterie.

8 octobre : attaque allemande sur la redoute Hohenzollern qui est capturée, puis sur les positions de la division. Une contre-attaque britannique permet de récupérer la plus grande partie du terrain abandonné dans la journée par la division de la Garde.
- 10 octobre - : relève par les 12e et 46e division d'infanterie, repos dans la région de Verquin et de Vaudricourt

### Sources et bibliographie
- (en) Sir Cuthbert Headlam, 1st Baronet, History of the Guards Division in the Great War, 1915–1918, vol. 1, Edinburgh, John Murray, 1924, 141 p. (ISBN 1-84342-124-0, lire en ligne)
- (en) Sir Cuthbert Headlam, 1st Baronet, History of the Guards Division in the Great War, 1915–1918, vol. 2, Edinburgh, John Murray, 1924, 360 p. (ISBN 1-84342-124-0, lire en ligne)